# Хахсык
Хахсы́к — река в Якутии (Россия), правый приток Лахарчаны. Длина реки составляет 204 км, площадь водосборного бассейна — 2560 км². 
Река берёт начало в центральной части Вилюйского плато, к западу от среднего течения Моркоки, на высоте более 540 м над уровнем моря. Течёт преимущественно на юг и юго-запад по лиственничной лесотундре в окружении сопок. Населённых пунктов на реке нет. Впадает в Лахарчану в 19 км от её устья по правому берегу, на высоте 269 м над уровнем моря. Ширина в нижнем течении — 37 м при глубине 1,5 м; скорость течения в низовьях — 0,1 м/с. 

## Основные притоки
Указаны поименованные притоки длиной 30 км и более.
| Название      | Расстояние от устья | Длина | Положение |
| ------------- | ------------------- | ----- | --------- |
| Хангас-Хахсык | 82                  | 42    | левый     |
| Унга-Хахсык   | 132                 | 35    | правый    |

## Данные водного реестра
По данным государственного водного реестра России и геоинформационной системы водохозяйственного районирования территории РФ, подготовленной Федеральным агентством водных ресурсов:
- Бассейновый округ — Ленский
- Речной бассейн — Лена
- Речной подбассейн — Вилюй
- Водохозяйственный участок — Вилюй от истока до водомерного поста Усть-Амбардах
- Код водного объекта — 18030800112117400007624